# 喬納森·拜利
喬納森·史都華·拜利（英語：Jonathan Stuart Bailey，1988年4月25日—）是一名英國男演員。他以在舞台和銀幕上扮演喜劇、戲劇和音樂角色而知名，他最著名角色包括《柏捷頓家族：名門韻事》中飾演安東尼·柏捷頓（Anthony Bridgerton），以及《同路人》中飾演提姆（Tim Laughlin），而從《魔法壞女巫》上集上映以來取得巨大成功後，拜利更因飾演費耶羅王子（Fiyero）一角而贏得眾多觀眾的喜愛。
拜利曾於2012年獲得倫敦標準晚報戲劇獎提名，以及在2019年憑藉出演百老匯音樂劇《夥伴們》而獲得勞倫斯·奧立佛獎最佳舞台劇男配角。2023年憑藉《同路人》獲得美國第29屆評論家選擇獎最佳限定劇集或電視電影男配角。拜利是一位已公開的同性戀者。

## 舞台劇經歷
拜利在7歲時開始他作為皇家莎士比亞劇團的兒童演員的職業生涯，8歲時在西區劇院的《悲慘世界》中飾演加夫洛許。此後他主演當代戲劇，例如《South Downs》，他因此獲得2012年倫敦標準晚報戲劇獎最佳新人提名，以及2018年西區劇院復排的《The York Realist》和2022年的《Cock》。他還主演過古典戲劇，如2013年皇家國家劇院的《奧賽羅》和2017年奇切斯特節日劇院的《李爾王》以及音樂劇，例如2016年倫敦復興的《The Last Five Years》和西區劇院性別互換復興的《夥伴們》，拜利在《夥伴們》裡演唱的歌曲〈Getting Married Today〉用上節奏緊湊的演繹方法令他每晚在舞台上都會受到觀眾熱烈的掌聲，他亦憑此音樂劇獲得2019年勞倫斯·奧立佛獎最佳音樂劇男配角。拜利在2025年2月重返舞台出演沙士比亞的歷史劇《理查二世》，飾演主角理查二世。

## 演員經歷
在銀幕上，拜利主演CBBC動作冒險劇（2011年–2012年）和迪士尼頻道音樂喜劇《Groove High》（2012年–2013年），之後因在ITV犯罪劇《小鎮疑雲》（2013年–2015年）、BBC諷刺劇《W1A》（2014年–2017年）和第四台喜劇《情迷意亂》（2016年）中的角色而知名。其後在Netflix時代愛情網路劇《柏捷頓家族：名門韻事》（2020年至今）中飾演柏捷頓家族長子安東尼（Anthony Bridgerton）而獲得國際認可，聚焦安東尼戀曲展開的第二季在首28天內累積觀看時數達6億5616萬小時，打破平台上英語影集的觀看紀錄，他在劇中的表現被形容為不是在演安東尼·柏捷頓而是成為了安東尼·柏捷頓。2023年，他在Showtime同志題材迷你劇集《同路人》出演劇中的角色提姆（Tim Laughlin），演技備受讚賞的同時並憑此劇獲得美國第29屆評論家選擇獎迷你劇集或電視電影最佳男配角和美國第76屆黃金時段艾美獎限定劇集最佳男配角提名。
拜利在2024年11月上映的著名音樂劇《女巫前傳》同名改編電影《魔法壞女巫》中扮演費耶羅王子（Fiyero）一角，此部由環球影業製作的電影將分為上下兩集，下集預定在2025年11月上映。2024年4月16日，拜利因在《魔法壞女巫》拍攝期間的表現獲得環球影業高度評價，雖然該電影尚未上映，但傳聞環球影業已跟拜利商討擔任新一部《侏羅紀世界》系列電影的主角同年5月13日，拜利正式確認與史嘉蕾·喬韓森搭檔出演此系列電影的主要角色，電影於2025年7月上映，值得一提的是在戲中一段由拜利出演的片段裡頭配樂中的單簧管獨奏是由他親自演奏，拜利評價自己能在戲中參與配樂演奏是他演藝事業的高光時刻。

## 配音員經歷
拜利曾為多個電子遊戲角色配音，包括在著名遊戲《Final Fantasy系列》的英語版中聲演G'raha Tia這個受歡迎的角色，很多遊戲愛好者都很擔心他會因為忙碌的演員生活而放棄為G'raha Tia配音，而他自己在受訪時說到他知道大家有多愛這個角色，他自己也很愛所以他並不打算跟這個角色脫離。

## 個人經歷
拜利在5歲時祖母帶他看了音樂劇《孤雛淚》，從此便決定要成為一名演員。他曾經學習跳芭蕾舞也對演奏樂器有濃厚興趣，他會彈鋼琴和吹單簧管並得到莫德林學院公學的音樂獎學金，上學時期已得到不少戲劇演出的機會，所以在完成高考後他選擇不去戲劇學校就讀並在公開大學拿到學位，期間不斷累積的演出經驗令他後來說到這讓他在表演藝術上紮根。
20歲出頭的時候，拜利告訴家人及朋友們自己的性取向。他在2018年才選擇向大眾公開，公開同性戀身份後他致力參加為LGBT群體發聲的活動。2023年，他在美國參加最大的LGBT民事權利倡導團體和政治遊說組織人權戰線在華盛頓舉辦的活動後，他戴着人權戰線的帽子在咖啡店受到一名恐同男子的襲擊，該名男子打掉了他頭上的帽子並揚言會開鎗打他並直到一位女士開始用手機拍攝才讓該名男子快步逃離現場。
拜利在2024年創立了The Shameless基金去幫助國際和基層的非營利組織，旨在建立一個每位LGBTQ+人士都能真實生活、自由地愛以及在沒有歧視、壓迫或羞恥負擔的環境中茁壯成長的世界。

## 外部連結
- 喬納森·拜利在互联网电影资料库（IMDb）上的資料（英文）